# 아울라 팔라티나

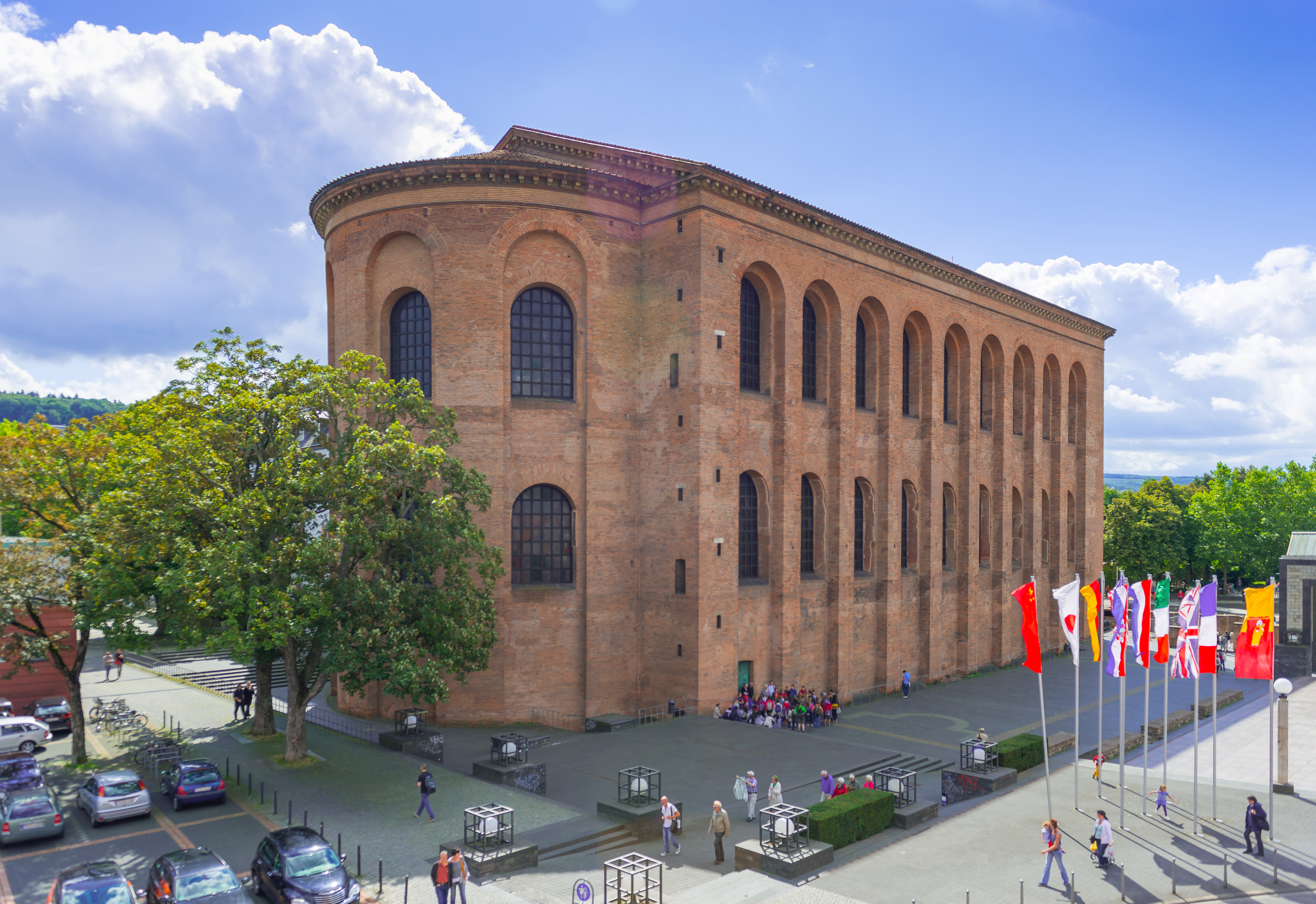

아울라 팔라티나(독일어: Aula Palatina)는 독일 트리어의 교회이다. 콘스탄틴 바실리카(독일어: Konstantinbasilika) 라고도 하며, 4세기 초에 콘스탄티누스 1세(AD 306-337) 황제가 의뢰한 로마의 궁전 바실리카다. 오늘날 그것은 구원자의 교회로 사용되며 라인랜드에 있는 복음주의 교회 안에 있는 신도들에 의해 소유된다. 이 바실리카는 고대부터 현존하는 가장 큰 홀(고대 그리스와 로마의 지붕 목록 참조)을 포함하고 있으며, 유네스코 세계유산에 등재되어 있다. 홀의 길이는 67m, 폭은 26.05m, 높이는 33m이다. 로마 기념물인 성당(聖堂)의 일부로 지정되어 있다.

## 역사
아울라 팔라티나는 궁전 단지의 일부로 AD 310년경에 지어졌다. 원래는 무료 입석 건물이 아니라 다른 더 작은 건물(예: 전각, 전각, 일부 서비스 건물)이 붙어 있었다. 아울라 팔라티나는 바닥과 벽난로 시스템을 갖추고 있었다.
중세 시대에는 트리어 주교의 거주지로 사용되었다. 이를 위해 apse를 거처로 재설계하고 벽의 꼭대기에 핀네클을 추가했다. 17세기에 대주교 로타르 폰 메테르니치는 아울라 팔라티나 바로 옆에 자신의 궁전을 건설하여 그의 궁전에 어떤 중요한 재설계 작업을 했다. 이후 19세기에 프로이센의 프레데릭 윌리엄 4세가 이 건물을 원래 로마 상태로 복원하도록 명령했는데, 이 건물은 군 건축가 칼 슈니츨러의 감독하에 행해졌다. 1856년, 아울라 팔라티나는 개신교 교회가 되었다. 1944년 제2차 세계대전 당시 연합군의 공습으로 건물이 불탔다. 전쟁 후 보수할 때 19세기부터의 역사적 내면 장식이 재건되지 않아 내부에서도 벽돌벽이 보인다.